# Kevin Feige
Kevin Feige (Boston 2. lipnja 1973.) je američki filmski producent i predsjednik Marvel Studia. Od listopada 2019. također je i kreativni direktor Marvel Comicsa, Marvel Televisiona i Marvel Animationa.
2019. nominiran je za Oscara za najbolji film za produkciju Black Panthera.

## Biografija
Rođen u Bostonu 2. lipnja 1973., pohađao je srednju školu Westfield u Westfieldu, New Jersey. Njegov djed s majčine strane, Robert E. Short, bio je televizijski producent 50-ih godina, radio je na sapunicama, uključujući The Guiding Light (1915.) i As the World Turns. Nakon srednje škole, Feige se prijavio u školu filmske umjetnosti na Sveučilištu Južne Kalifornije, alma mater svojih omiljenih redatelja: George Lucas, Ron Howard i Robert Zemeckis. Prvih pet zahtjeva je odbijeno, ali šesti je prihvaćen. Njegov rani rad uključuje pomoćnika izvršnog producenta Laurena Shuler Donnera u Volcano i You've Got Mail.
Bavi se filmskom industrijom od 2000. godine, pridruživši se Marvel Entertainmentu kao producent, sedam godina kasnije direktor Avi Arad imenovao ga je voditeljem produkcije Marvel Studiosa. Osim uloge producenta, Feige često savjetuje redatelje i scenariste svojih filmova.
U prvom X-Men filmu, Donner je imenovao Feigea svojim bliskim producentom, također zahvaljujući poznavanju Marvel svemira. Kasnije ga je Avi Arad zaposlio kao svog zamjenika u Marvel Studiju iste godine. Sredinom 2000-ih Feige je shvatio da, iako su Spider-Man i X-Men dobili licencu za Sony i 20th Century Fox, Marvel je i dalje posjedovao prava na glavne članove Osvetnika i zamislio stvaranje zajedničkog svemira baš kao što su to učinili tvorci Stan Lee i Jack Kirby sa svojim stripovima početkom 60-ih.
Imenovan je predsjednikom produkcije Marvel Studija u ožujku 2007. Dobitnik je nagrade "Motion Picture Showman of the Year" na dodjeli nagrada "ICG Publicists Guild Awards" 22. veljače 2013.
Za svoj rad na Black Pantheru dobio je nominacije za Oscara, Zlatni globus i nagradu Producers Guild of America Award.
Dobitnik je nagrade "David O. Selznick" za postignuća u kazališnim filmovima od "Udruženja producenata Amerike" u 2019. godini.

## Filmografija

### Filmovi
- Doctor Strange in the Multiverse of Madness (2022.) - izvršni producent
- Spider-Man: Put bez povratka (2021.) - izvršni producent
- Spider-Man: Daleko od kuće (2019.) - izvršni producent
- Osvetnici: Završnica (2019.) - izvršni producent
- Kapetanica Marvel (2019.) - izvršni producent
- Ant-Man i Wasp (2018.) - izvršni producent
- Osvetnici: Rat beskonačnosti (2018.) - izvršni producent
- Thor: Ragnarok (2017.) - izvršni producent
- Spider-Man: Povratak kući (2017.) - izvršni producento
- Kapetan Amerika: Građanski rat (2016.) - izvršni producent
- Ant-Man (2015.) - izvršni producent
- Osvetnici 2: Vladavina Ultrona (2015.) - izvršni producent
- Kapetan Amerika: Ratnik zime (2014.) - izvršni producent
- Thor: Svijet tame (2013.) - izvršni producent
- Iron Man 3 (2013.) - izvršni producent
- Osvetnici (2012.) - izvršni producent
- Kapetan Amerika: Prvi osvetnik (2011.) - izvršni producent
- Thor (2011.) - izvršni producent
- Iron Man 2 (2010.) - izvršni producent
- Nevjerojatni Hulk (2008.)- izvršni producent
- Iron Man (2008.) - izvršni producent
- Punisher: Ratna zona (2008.) - izvršni producent
- Fantastična četvorka: Dolazak Srebrnog letača (2007.) - izvršni producent
- Spider-Man 3 (2007.) - izvršni producent
- X-Men: Posljednja fronta (2006.) - izvršni producent
- Fantastična četvorka (2005.) - izvršni producent
- Elektra (2005.) - koproducent
- Tajanstvena sila (2005.) - izvršni producent
- Spider-Man 2 (2004.) - izvršni producent
- Punisher (2004.) - izvršni producent
- Hulk (2003.) - izvršni producent
- X-Men 2 (2003.) - koproducent
- Daredevil (2003.) - koproducent
- Spider-Man (2002.) - pomoćni producent
- X-Men (2000.) - pomoćni producent

### Televizijske serije
- Hawkeye (2021.) - izvršni producent
- What If...? (2021.) - izvršni producent
- Loki (2021.) - izvršni producent
- The Falcon and the Winter Soldier (2021.) - izvršni producent
- WandaVision (2020.) - izvršni producent
- Agent Carter (2015.-2016.) - izvršni producent
- Iron Man: Armored Adventures (2008.-2012.) - izvršni producent

### Kratki filmovi
- All Hail the King (2014.) - producent
- Agent Carter (2013.) - producent
- Item 47 (2012.) - producent
- A Funny Thing Happened on the Way to Thor's Hammer (2011.) - producent
- The Consultant (2011.) - producent

## Vanjske poveznice
- Kevin Feige u internetskoj bazi filmova IMDb-u (engl.)